# 东迁街道
东迁街道，是中华人民共和国浙江省湖州市南浔区下屬的一個街道办事处。2020年12月31日设立。

## 行政区划
东迁街道下辖以下地区：
南林、朱坞、辽西3个社区，东迁、镇北2个居民区，江蒋漾、宝山、戴家桥、直港巷、马嘶、洋南、庠上、方丈港、祜村、东上林、同心、东迁、圣驾桥、英雄、富强、浔北、李家河、丁家港、联谊、堰四、朱坞、辽西、三田洋、坞仁、西阳等25个行政村。